# Metformina
La metformina è un farmaco per il trattamento del diabete mellito di tipo 2, dal punto di vista della struttura chimica appartiene alla famiglia delle biguanidi. È commercializzato con svariati nomi commerciali e come farmaco equivalente. È generalmente considerato un farmaco di prima linea per il trattamento del diabete di tipo 2, in particolare nelle persone sovrappeso. È un insulino-sensibilizzante in quanto aumenta la risposta all'insulina circolante senza provocare un evidente aumento dell'insulina secreta dal pancreas.

## Storia

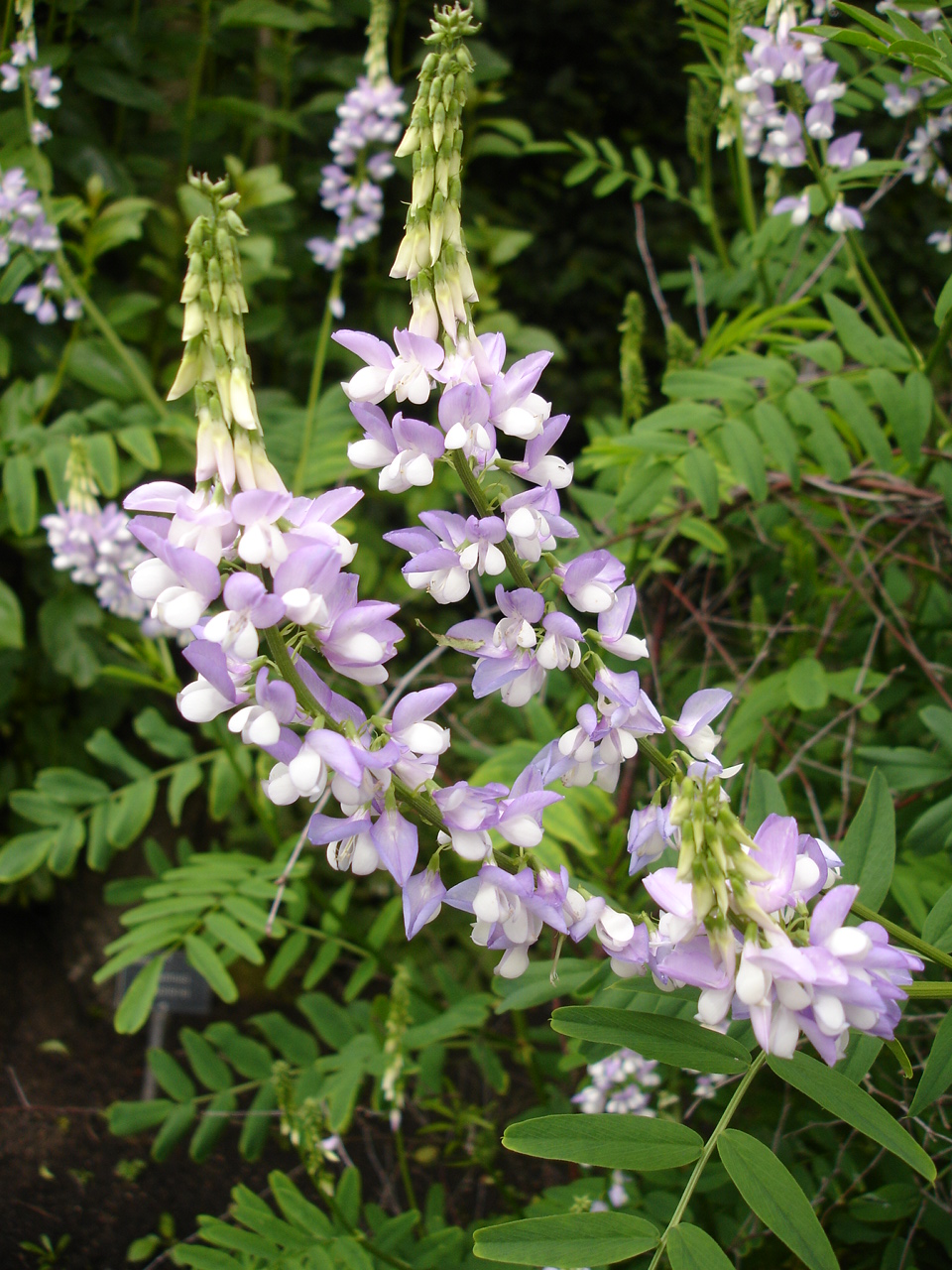
La Galega officinalis è una fonte naturale (non brevettabile) di galegina.

La classe dei farmaci antidiabetici biguanidi, che comprende anche i principi attivi ritirati dal mercato fenformina e buformina, ha origine dalla pianta Galega officinalis (Galega officinalis), che non deve essere confusa con le piante del genere Tephrosia, che sono altamente tossiche. La Galega officinalis è stata utilizzata nella medicina popolare per diversi secoli. Di per sé non contiene farmaci biguanidi, che sono composti sintetizzati chimicamente a partire da due molecole di guanidina e concepiti per essere meno tossici dei composti di partenza e di origine vegetale guanidina e galegina (isoamilen guanidina).
La metformina è stata descritta per la prima volta nella letteratura scientifica nel 1922 da Emil Werner e James Bell come prodotto della sintesi della N,N-dimetilguanidina. Nel 1929, Slotta e Tschesche scoprirono la sua azione ipoglicemizzante nei conigli, ritenendola il più potente analogo della biguanide da loro studiato. Questo risultato fu ignorato, poiché altri analoghi della guanidina, come le sintaline, presero il sopravvento e furono a loro volta presto oscurati dall'insulina.
L'interesse per la metformina riprese alla fine degli anni '40. Nel 1950, a differenza di altri composti simili, la metformina non diminuiva la pressione sanguigna e la frequenza cardiaca negli animali. Quello stesso anno, il medico filippino Eusebio Y. Garcia utilizzò la metformina, da lui ribattezzata Fluamine- per curare l'influenza; notò che il farmaco “riduceva la glicemia al limite fisiologico minimo” e non era tossico. Garcia riteneva che la metformina avesse proprietà batteriostatiche, antivirali, antimalariche, antipiretiche e analgesiche.
In una serie di articoli pubblicati nel 1954, il farmacologo polacco Janusz Supniewski non riuscì a confermare la maggior parte di questi effetti, compresa la riduzione della glicemia. Osservò invece effetti antivirali nell'uomo.
Il diabetologo francese Jean Sterne studiò le proprietà antiiperglicemiche della galegina, un alcaloide isolato dalla G. officinalis, che aveva una struttura simile alla metformina, e che era stato utilizzato per un breve periodo come antidiabetico prima dello sviluppo delle sintaline. Successivamente, lavorando presso i Laboratoires Aron di Parigi, fu indotto dal rapporto di Garcia a riesaminare l'attività ipoglicemizzante della metformina e di diversi analoghi della biguanide. Sterne fu il primo a provare la metformina sull'uomo per il trattamento del diabete; coniò il nome “Glucophage” (mangia-glucosio) per il farmaco e pubblicò i suoi risultati nel 1957.
La metformina fu introdotto come farmaco in Francia nel 1957, divenendo disponibile nel British National Formulary nel 1958. Era venduta nel Regno Unito da una piccola filiale di Aron, chiamata Rona.
L'interesse per la metformina non si riaccese fino al ritiro delle altre biguanidi negli anni '70. Essa è stata approvata in Canada nel 1972, ma non ha ricevuto l'approvazione della Food and Drug Administration (FDA) statunitense per il diabete di tipo 2 fino al 1994. Prodotto su licenza dalla Bristol-Myers Squibb, Glucophage è stato il primo farmaco a base di metformina ad essere commercializzato negli Stati Uniti, a partire dal 3 marzo 1995. Formulazioni generiche sono disponibili in diversi paesi.
La FDA statunitense ha accolto la richiesta di designazione della metformina come farmaco orfano. L'Agenzia europea per i medicinali ha concesso alla metformina lo status di farmaco orfano.

## Farmacodinamica
Il meccanismo d'azione della metformina consiste nell'attivazione di una specifica chinasi nota come AMPK,  che attiva una serie di enzimi metabolici e ne disattiva altri. Questo comporta una serie di effetti metabolici come la riduzione della glicemia, cioè dei valori di glucosio nel sangue, riducendo la produzione di glucosio da parte del fegato, per diminuzione della gluconeogenesi, aumentando l'utilizzo del glucosio da parte dei tessuti periferici, per aumento della glicolisi,  e anche riducendo l'assorbimento del glucosio da parte dell'intestino. 

La metformina non induce diminuzione della glicemia in persone non diabetiche a meno che non ne vengano assunte dosi elevate.

La chinasi AMPK è un importante sensore metabolico presente in tutte le cellule dell'organismo; il suo ruolo è quello di invertire il flusso metabolico dall'anabolismo al catabolismo, in condizioni di assenza di nutrienti. AMPK è attivata quando la concentrazione di ATP nella cellula diminuisce, per aumentato consumo nelle reazioni di biosintesi (lipogenesi, sintesi proteica, gluconeogenesi, sintesi dei nucleotidi) con un concomitante aumento di AMP. Proprio l'AMP attiva mediante un meccanismo allosterico la proteina AMPK che, attivata, spegne le reazioni di biosintesi e attiva il catabolismo degli acidi grassi e degli zuccheri. Ulteriori studi hanno portato alla luce che la metformina al pari del rotenone, ma con minore potenza, blocca il complesso I della fosforilazione ossidativa: la  NADH deidrogenasi (ubichinone). La metformina entra nel mitocondrio attraverso il canale OCT1 (Organic Cation Transporter 1), molto espresso sulla membrana degli epatociti della zona periportale del fegato. Questa particolare specificità di localizzazione del canale rende anche ragione degli effetti così selettivi del farmaco. Il blocco del complesso I determina un rallentamento della fosforilazione ossidativa nel suo complesso, all'interno dell'epatocita, e di conseguenza una ridotta produzione di ATP,che è consumata in fretta dalla cellula senza possibilità di essere rigenerata velocemente. In poco tempo aumenta la concentrazione citoplasmatica di ADP che a sua volta è metabolizzata ad AMP. Quest'ultimo attiva la AMPK che esplica gli effetti tipici del farmaco, dei quali il più importante è il blocco della gluconeogenesi epatica che contribuisce in modo significativo all'iperglicemia nel diabete mellito di tipo 2. Vari studi scientifici hanno anche sottolineato un ruolo della metformina nel controllare l'espressione genica degli enzimi coinvolti nella gluconeogesi, mediante l'attivazione di alcune vie controllate dalla sirtuina 1. 

La metformina avrebbe anche effetti benefici nelle dislipidemie, diminuendo le LDL e aumentando la concentrazione ematica di HDL, e avrebbe anche effetto anti-infiammatorio, con conseguente beneficio nella prevenzione delle complicazioni del diabete, specie a livello vascolare.

## Farmacocinetica
La metformina va assunta per via orale ed è assorbita a livello intestinale; nel plasma circola in forma libera. Il farmaco non è metabolizzato ed è eliminato come tale attraverso le urine.

La sua emivita è di circa 1,5-3 ore.

## Chimica
Il cloridrato di metformina (1,1-dimetilbiguanide cloridrato) è facilmente solubile in acqua, leggermente solubile in etanolo, quasi insolubile in acetone, etere o cloroformio. Il pKa della metformina è 12,4. La sintesi usuale della metformina, descritta originariamente nel 1922, prevede la reazione in un unico recipiente di dimetilammina cloridrato e 2-cianoguanidina a caldo.
Secondo la procedura descritta nel brevetto Aron del 1975 e nella Pharmaceutical Manufacturing Encyclopedia, quantità equimolari di dimetilammina e 2-cianoguanidina vengono disciolte in toluene con raffreddamento per ottenere una soluzione concentrata, quindi viene additivata lentamente con una quantità equimolare di acido cloridrico. La miscela inizia a bollire spontaneamente e, dopo raffreddamento, la metformina cloridrato precipita con una resa del 96%.

### Impurità
Nel dicembre 2019, la Food and Drug Administration (FDA) statunitense ha annunciato di aver appreso che alcuni farmaci a base di metformina prodotti al di fuori degli Stati Uniti potrebbero contenere, a bassi livelli, un'impurità di nitrosammina denominata N-nitrosodimetilammina (NDMA), classificata come probabile cancerogeno per l'uomo. Health Canada ha annunciato che stava valutando i livelli di NDMA nella metformina. L'Agenzia europea per i medicinali ha fornito un aggiornamento sulla NDMA nella metformina.
Nel febbraio 2020, la FDA ha riscontrato livelli di NDMA in alcuni campioni di metformina che non superavano la dose giornaliera accettabile.
Nel febbraio 2020, Health Canada ha annunciato il ritiro dal mercato della metformina a rilascio immediato di Apotex, seguito a marzo dal ritiro della metformina della ditta Ranbaxy e, a marzo, dalla metformina prodotta da Jamp.
Nel maggio 2020, la FDA ha chiesto a cinque aziende di ritirare volontariamente i loro prodotti a base di metformina a rilascio prolungato.
Le cinque aziende non sono state nominate, ma sono state rivelate essere Amneal Pharmaceuticals, Actavis Pharma, Apotex Corp, Lupin Pharma e Marksans Pharma Limited in una lettera inviata a Valisure, la farmacia che per prima aveva segnalato alla FDA la presenza di questo contaminante nella metformina tramite una petizione dei cittadini.
Nel giugno 2020, la FDA ha pubblicato i risultati di laboratorio che mostrano i livelli di NDMA nei prodotti a base di metformina oggetto del campionamento. Si è rilevata la presenza di NDMA in alcuni lotti di metformina a rilascio prolungato e raccomandato alle aziende di richiamare i lotti con livelli di NDMA superiori al limite di assunzione accettabile di 96 nanogrammi al giorno.[155] La FDA ha avviato una collaborazione con le autorità di regolamentazione internazionali per condividere i risultati dei test sulla metformina.
Nel luglio 2020, Lupin Pharmaceuticals ha ritirato tutti i lotti (partite) di metformina dopo aver scoperto livelli inaccettabili di NDMA nei campioni testati.
Nell'agosto 2020, Bayshore Pharmaceuticals ha richiamato due lotti di compresse.
Nel settembre 2024, la FDA ha pubblicato una revisione delle linee guida relativa alle impurità di nitrosamina.

## Usi clinici
La metformina è il farmaco di scelta per il trattamento del diabete di tipo 2 (non insulino-dipendente). Presenta vantaggi interessanti specie in persone obese, poiché non induce aumento di peso e la comparsa di ipoglicemia è un fenomeno poco comune.

La metformina può anche essere associata alle sulfaniluree, qualora queste ultime si siano rivelate insufficienti.

Generalmente le terapie a base di metformina prevedono una dose iniziale di 500 mg dopo colazione. Dopo qualche giorno, se la glicemia non si è normalizzata, si può aumentare la dose distribuendola in maniera frazionata dopo i pasti principali (colazione, pranzo e cena). Si consiglia di non superare i 3 g giornalieri (generalmente 2-2,5 g al dì). Il frazionamento del farmaco lungo l'arco della giornata è utilizzato per limitare i fastidiosi effetti gastrointestinali che si avrebbero con somministrazione unica.
Studi del Buck Institute for Research on Aging in California, dopo esperimenti positivi condotti su vermi e topi, ipotizzano la possibilità della metformina di aumentare la longevità della vita umana, nel migliore dei casi fino a 120 anni.
Delle osservazioni su pazienti in cura con metformina hanno dimostrato che il composto è in grado anche di migliorare la prognosi dei soggetti colpiti da patologie tumorali. Uno studio del 2018, che deve iniziare la fase di sperimentazione clinica, ha impiegato una combinazione di metformina unita a una dieta ipoglicemica, per inibire i due processi coi quali la cellula può generare energia (rispettivamente, la glicolisi e la fosforilazione ossidativa). La terapia è stata sperimentata in uno studio in vivo effettuato solo su cellule tumorali e in assenza di chemioterapia: in vivo, il trattamento non ha evidenziato tossicità nei tessuti sani, mentre c'è stata mortalità delle cellule tumorali. Il ricercatore ha dichiarato che «si sa da circa un secolo che il metabolismo è una delle differenze chiave fra la cellula cancerosa e quella sana, e quindi deve essere possibile uccidere le cellule malate sfruttando questa differenza».

## Effetti avversi
I più comuni effetti collaterali della metformina sono di natura gastrointestinale: nausea, vomito, anoressia, diarrea, dolore addominale, sonnolenza. Sono generalmente dose dipendenti (cioè compaiono più frequentemente in persone che assumono dosaggi alti), compaiono soprattutto all'inizio della terapia e tendono a essere transitori. Nel 3-5% dei casi, comunque, la diarrea può essere persistente e bisogna sospendere l'uso della metformina.

L'uso cronico della metformina può limitare l'assorbimento di vitamina B12, per cui si consiglia di valutarne i livelli ematici e l'ematocrito al fine di valutare la necessità di una supplementazione parenterale.

Talvolta si può sviluppare uno stato di acidosi lattica che compare più frequentemente in persone con insufficienza renale, con malattie epatiche, alcoliste o con condizioni tali da facilitare la comparsa di ipossia (tipo malattie cardiopolmonari croniche). In persone in tali condizioni, perciò, l'uso della metformina è controindicato.
Porta, in alcuni casi, notevoli disturbi del visus. Evidenze scientifiche riportano come non vi sia ancora un'opinione univoca e condivisa su rischi e benefici dell'assunzione di metformina in gravidanza, in particolare nel periodo successivo al primo trimestre.

## Interazioni
È bene non eccedere con l'alcol in quanto, come si è precedentemente affermato, può aumentare il rischio di acidosi metabolica.
Uno studio sui ratti da laboratorio ha dimostrato un aumento della durata della vita delle cavie che assumevano metformina di circa il 40%. La FDA ha autorizzato la sperimentazione su un campione di 3 000 pazienti già affetti da patologie come demenza senile, Parkinson e tumori presso l'Istituto per l'invecchiamento Buck in California.
Gli inibitori delle monoammino ossidasi (iMAO, farmaci ad azione antidepressiva) possono aumentare gli effetti ipoglicemizzanti della metformina.
La cimetidina (un antagonista del recettore H2 per l'istamina usato nella terapia dell'ulcera peptica) è in grado di diminuire l'escrezione renale della metformina provocandone un aumento dei livelli ematici.

## Avvertenze
Associazione con rosiglitazone o pioglitazone: evitare la somministrazione di metformina più rosiglitazone in pazienti con insufficienza cardiaca grave con notevole limitazione dell'attività fisica, pazienti allettati o impossibilitati alla deambulazione; evitare l'associazione della biguanide con un glitazone in pazienti con cardiopatia ischemica, soprattutto se in terapia con nitrati e in pazienti con arteriopatia periferica in quanto l'associazione è correlata a un aumento significativo del rischio di infarto del miocardio.
L'assunzione di rosiglitazione da parte di donne diabetiche per periodi prolungati è stata associata a un aumento dell'incidenza di fratture (Studio ADOPT).
Procedure diagnostiche che richiedono l'uso di mezzi di contrasto iodati: la metformina non deve essere somministrata nei pazienti, adulti o pediatrici, trattati con mezzi di contrasto iodati. L'attuale raccomandazione richiede la sospensione del farmaco per le 24-48 ore precedenti la procedura e la ripresa della terapia ipoglicemizzante dopo 48 ore solo se la funzionalità renale risulta nella norma.